# 超級!機動武闘伝Gガンダム
『超級!機動武闘伝Gガンダム』（ちょうきゅう きどうぶとうでん ジーガンダム）は、今川泰宏の脚本、島本和彦とビッグバンプロジェクト（宮北和明）の作画による日本の漫画作品。

## 概要
漫画雑誌『月刊ガンダムエース』（角川書店）にて、2010年9月号から2016年10月号まで連載。テレビアニメ『機動武闘伝Gガンダム』（1994年 - 1995年放送）の監督を務めた今川泰宏と、キャラクターデザイン協力を担当した島本和彦の手による、コミカライズ作品。基本的なストーリーはアニメ版を元にしているが、熱血ギャグ漫画を得意とする島本によってアレンジが加えられている。第8巻目の「新宿編 Round15」からは「STAGE 2 新宿・東方不敗!」、通巻16巻目からは「STAGE3 爆熱・ネオホンコン!」、通算23巻目からは「STAGE4 最終決戦編」となり、それぞれ巻数もリセットされている。
連載は月刊誌でありながら毎号100ページ以上が常であり、第1話では一挙120ページを掲載し、テレビアニメ版第1話に相当する物語を約100ページを使って描いた後に、19ページを費やしてアニメ版の主題歌『FLYING IN THE SKY』の流れるオープニング映像を再現。その後もアニメ版1話分をそのまま1話として執筆が続いていた。ただし3〜4巻収録の「ドモン放浪編 Round6〜8」は、アニメ版第6話を基にしているが（カラト委員長やスーパーモードの初登場）、ほぼオリジナル展開になっている。また7巻収録の「新宿編前夜 Round14」はオリジナルエピソードとなっている。新宿編からは、アニメ版のストーリーの大まかな流れを踏襲しつつ、矛盾点や説明不足だった部分を補うために構成自体がアレンジされるようになり、さらにネオホンコン編からはドモン以外のシャッフル同盟4名も大河原邦男が新たにデザインした後継機のモビルファイターに乗り換えている。

## 登場人物
- ドモン・カッシュ
- レイン・ミカムラ
- 東方不敗マスター・アジア
- チボデー・クロケット
- サイ・サイシー
- ジョルジュ・ド・サンド
- アルゴ・ガルスキー
- キョウジ・カッシュ / シュバルツ・ブルーダー
- アレンビー・ビアズリー
- ウォン・ユンファ
- ウルベ・イシカワ
- ストーカー

## 本作のみ登場する機動兵器
本作ではチボデー、サイ・サイシー、ジョルジュ、アルゴら4人もMFを乗り換えて決勝に進出している。原作ではモビルファイターの乗り換えについて特に言及がなかったが、本作では決勝ラウンド開会式でウォン・ユンファが新型機と交代することは規約上問題ないと明言している。
- シェイディングガンダム（ネオジャパン所属無人型MF）
- ガンダムマックスリボルバー（チボデー）
- ガンダムダブルドラゴン（サイ・サイシー）
- ガンダムヴェルサイユ（ジョルジュ）
- ガンダムボルトクラッシュ（アルゴ）

## 書誌情報
- 島本和彦 『超級！機動武闘伝Gガンダム』角川書店〈カドカワコミックス・エース〉、全7巻[5]
  1. 2010年12月25日発売 ISBN 978-4-04-715594-7
  2. 2010年12月25日発売 ISBN 978-4-04-715595-4
  3. 2011年2月26日発売 ISBN 978-4-04-715632-6
  4. 2011年4月26日発売 ISBN 978-4-04-715692-0
  5. 2011年7月26日発売 ISBN 978-4-04-715753-8
  6. 2011年9月26日発売 ISBN 978-4-04-715792-7
  7. 2011年12月26日発売 ISBN 978-4-04-120071-1
- 島本和彦 『超級！機動武闘伝Gガンダム 新宿・東方不敗！』角川書店〈カドカワコミックス・エース〉、全8巻
  1. 2011年12月26日発売 ISBN 978-4-04-120096-4
  2. 2012年4月26日発売 ISBN 978-4-04-120216-6
  3. 2012年6月23日発売 ISBN 978-4-04-120292-0
  4. 2012年9月24日発売 ISBN 978-4-04-120420-7
  5. 2012年11月21日発売 ISBN 978-4-04-120497-9
  6. 2013年1月26日発売 ISBN 978-4-04-120596-9
  7. 2013年4月26日発売 ISBN 978-4-04-120678-2
  8. 2013年7月25日発売 ISBN 978-4-04-120796-3
- 島本和彦 『超級！機動武闘伝Gガンダム 爆熱・ネオホンコン！』角川書店〈カドカワコミックス・エース〉、全7巻
  1. 2013年7月25日発売 ISBN 978-4-04-120797-0
  2. 2013年10月24日発売 ISBN 978-4-04-120883-0
  3. 2014年1月24日発売 ISBN 978-4-04-120990-5
  4. 2014年6月23日発売 ISBN 978-4-04-101752-4
  5. 2015年1月22日発売 ISBN 978-4-04-102235-1
  6. 2015年1月22日発売 ISBN 978-4-04-102553-6
  7. 2015年8月26日発売 ISBN 978-4-04-103409-5
- 島本和彦 『超級！機動武闘伝Gガンダム 最終決戦編』角川書店〈カドカワコミックス・エース〉、全4巻
  1. 2015年8月26日発売 ISBN 978-4-04-103408-8
  2. 2016年7月26日発売 ISBN 978-4-04-104553-4
  3. 2016年7月26日発売 ISBN 978-4-04-104554-1
  4. 2016年9月26日発売 ISBN 978-4-04-104799-6

## 関連作品
- あしたのガンダム - 島本和彦によるパロディ漫画（宇宙世紀を舞台とした作品）。『サイバーコミックス』掲載。
- 機動戦士ガンダム なぐりあい宇宙 - そうま竜也との合作漫画（宇宙世紀を舞台とした作品）。そうまが連邦側、島本がジオン側の登場人物とMSを描いている。ニュータイプの素養のある女性連邦兵士と、「根性（ガッツ）」で渡り合うジオン兵士の因縁の戦いを描く。『サイバーコミックス』掲載、『たおせ カラオケ番町!! そうま竜也作品集』に収録
- 機動武闘外伝ガンダムファイト7th - おとといきたろうによる漫画作品

### 『燃える!! キング・オブ・ハート』
本作以前、『ガンダムエース』（当時季刊）2002年第3号に掲載された島本和彦の漫画作品。テレビシリーズ第1話のネロスガンダムとの戦いをコミック化した16ページ漫画。
後に『月刊ガンダムエース 2010年12月号特別付録No.100 0号』にて大幅に加筆修正されたうえ、再掲載。『アオイ炎の筆魂』に収録され単行本化された。

## 備考
- 島本は1995年3月24日に発売されたサウンドトラック『機動武闘伝Gガンダム GUNDAM FIGHT-ROUND5』にての歌詞カードのイラストの1枚を担当したこともある。描かれていたのはドモン、レイン、東方不敗、サイ・サイシー。
- 島本は1996年に『コミックボンボン増刊号』で外伝作品『機動武闘外伝ガンダムファイト7th』を連載する予定であったが、多忙なため[6]、当時アシスタントを務めていたおとといきたろうが担当した経緯があった。